# مارس ۲۰۰۸
مارس ۲۰۰۸ یکی از ماه‌های ۲۰۰۸ (میلادی) است.

## ۱ مارس ۲۰۰۸
- خدمت سربازی شاهزاده انگلستان به پایان رسید

پرنس هنری، شاهزاده انگلستان، روز گذشته پس از ۱۰ هفته خدمت سربازی در خط مقدم نیروهای انگلیسی از جنوب افغانستان بازگشت. آ اف پ یورو نیوز نیوزویک بلومبرگ
- تحریم نمایشگاه بین المللی کتاب فرانسه توسط ایران

ایران نمایشگاه بین المللی کتاب فرانسه را بدلیل حضور «افتخاری» اسرائيل تحریم کرد. ایرنا آ اف پ

## ۲ مارس ۲۰۰۸
- کشتار در پاکستان

یک جوان در یک عملیات انتحاری دست کم ۴۰ نفر را در پاکستان به قتل رسانید. تایمز لندن سی بی اس

## ۳ مارس ۲۰۰۸
- رئیس جمهور جدید روسیه

دمیتری مدودف بیشترین رای را در انتخابات ریاست جمهوری فدراسیون روسیه بدست آورد. بی بی سی
- تصویب قطعنامه شورای امنیت در مورد ایران

شورای امنیت سازمان ملل متحد در اقدامی یکجانبه دور سوم تحریمات علیه برنامه هسته‌ای ایران را به تصویب رساند. این  قطعنامه که با ۱۴ رای موافق و بدون رای مخالف به تصویب رسید، توقف غنی‌سازی اورانیوم را خواستار شده، و بهانهٔ تصویب آن «نگرانی از آیندهٔ برنامهٔ تسلیحات هسته‌ای ایران» عنوان شده‌است. فارس نیوز. متن کامل پیش‏نویس قطعنامه سوم علیه ایران
- نظرسنجی جدید در مورد بهترین و بدترین کشورهای جهان

در یک نظرسنجی موسسه گالوپ، آمریکاییان نسبت به کانادا و ژاپن مساعدترین نظر را ابراز داشتند، و ایران و فلسطینیان را در میان تمام کشورهای جهان منفورترین کشور های دنیا شناسایی کردند. گزارش تلویزیونی آسوسیتد پرس موسسه گالوپ فورن پالسی روزنامه چوسان کره جنوبی

## ۴ مارس ۲۰۰۸
- کشف بهمن در مریخ

دانشمندان ناسا اعلام کردند که موفق به رصد نمودن پدیدهٔ بهمن در سطح سیاره مریخ شده اند. وبگاه ملی استرالیا
- تگزاس و اوهایو، کانون انتخابات آمریکا

روز سه شنبه میلیونها رای دهنده در تگزاس و اوهایو به پای صندوقهای رای میروند تا سرنوشت هیلاری کلینتون و باراک اوباما را در نامزدی حزب دموکرات برای انتخابات ۲۰۰۸ ریاست جمهوری تعیین کنند. تایمز ایرلند روزنامه ایج استرالیا سیدنی مورنینگ هرالد

## ۵ مارس ۲۰۰۸
- پیروزی نهایی مک کین، بازگشت هیلاری کلینتون به صحنه

با استعفای مایک هاکبی از ادامه انتخابات، جان مک کین نامزدی حزب جمهوری خواه آمریکا را در دالاس جشن گرفت. با شکست نا محسوس باراک اوباما در اوهایو، تگزاس، و رود آیلند، هیلاری کلینتون در مبارزه انتخاباتی حزب دموکرات آمریکا باقی ماند. رادیو زمانه نیویورک تایمز بی بی سی
- ادامه اعتراضات در دانشگاه شیراز

اعتراض دانشجویان دانشگاه شیراز وارد دومین روز خود شد. رادیو فردا ایسنا واشینگتن پست

## ۶ مارس ۲۰۰۸
- رکورد قیمت نفت

بدنبال سقوط متوالی ارزش دلار، روز پنجشنبه نفت تا قیمت بی سابقه ۱۰۵ دلار آمریکا معامله گردید. آسوسیتد پرس
- ثروتمند ترین مرد جهان

وارن بافت، پس از ۱۳ سال از بیل گیتس عنوان ثروتمند ترین مرد جهان را ربود. بلومبرگ

## ۷ مارس ۲۰۰۸
- عزای عمومی در اسرائیل

بدنبال کشتار ۸ دانش آموز در یک مدرسه یهودیان در بیت المقدس توسط یک تفنگدار فلسطینی، اسرائیل در عزای عمومی فرو رفت. آسوسیتد پرس سیدنی مورنینگ هرالد روزنامه هندو کانال ۲۴ فرانسه

## ۸ مارس ۲۰۰۸
- ایران سومین سرمایه‌گذار در مالزی

سازمان توسعه صنعت مالزی اعلام کرد که جمهوری اسلامی ایران در سال ۲۰۰۷ با ۹۴۰ میلیون دلار سرمایه‌گذاری در صنعت این کشور، در رتبه سومین بزرگترین سرمایه‌گذار خارجی در مالزی قرار گرفت. مهر نیوز

## ۹ مارس ۲۰۰۸
- آمریکایی مفقود شده در ایران

یکشنبه اولین سالگرد مفقود شدن باب لوینسون، مامور سابق اف بی آی در جزیره کیش در ایران است. در طی بیانیه ای، خانواده لوینسون خواستار آزادی او از دولت ایران شده اند. میامی هرالد بی بی سی فارسی

## ۱۰ مارس ۲۰۰۸
- اولین کره‌ای به فضا می‌رود

یی سو یون، یک زن مهندس ۲۹ ساله، از میان ۳۶۰۰۰ کاندید، اولین فضانورد از کره جنوبی خواهد بود که به مدار زمین و ایستگاه بین المللی فضایی می‌رود. بی‌بی‌سی
- مخالفت جرج بوش با منع سازی شکنجه

جرج بوش لایحه تصویب شده کنگره آمریکا مبنی بر منع نمودن بازجویی توسط شکنجه با آب را وتو کرد. گاردین شبکه abc استرالیا
- جایزه یک میلیون دلاری برای «قصاص» سران اسرائیلی

«جنبش دانشجويان عدالت‌خواه» روز گذشته با برپایی نشستی خبری با عنوان «مراسم تعيين جايزه برای اعدام انقلابی طراحان تروريسم دولتی» اعلام کرد که برای کشتن سران اسرائیلی یک میلیون دلار جایزه تعیین کرده است. ایسنا خبرگزاری فارس رادیو زمانه تایمز خاور میانه رادیوفردا

## ۱۱ مارس ۲۰۰۸
- پرتاب شاتل فضایی به مدار زمین

یکصدوبیست و سومین ماموریت شاتل فضایی آمریکا با پرتاب فضاپیمای اندور برای یک سفر ۱۶ روزه از فلوریدا به مدار زمین آغاز گردید. نیویورک تایمز

## ۱۲ مارس ۲۰۰۸
- انتخاب دومین مسلمان به کنگره آمریکا

در انتخابات ایالتی روز گذشته در ایندیانا، آندره کارسون دومین مسلمانی شد که به مجلس نمایندگان ایالات متحده آمریکا راه یافت. یاهو نیوز آسوسیتد پرس رویترز
- برکناری فرمانده آمریکایی

ویلیام فالون، فرمانده ارشد نیروهای آمریکایی در عراق، چند روز پس از انتشار خبری مبنی بر مخالفت مداوم وی با سیاست استفاده از قوای نظامی بر علیه ایران در صورت نیاز، از سمت خود استعفا داد. گاردین تایم رویترز
- افشای حضور فرمانده نیروی انتظامی تهران در خانه فساد

سردار رضا زارعی، فرمانده نیروی انتظامی جمهوری اسلامی ایران در استان تهران و از مسئولان اجرای طرح مقابله با اراذل و اوباش، به جرم فساد اخلاقی بازداشت گردید. رادیو زمانه خبرنامه امیرکبیر

## ۱۳ مارس ۲۰۰۸
- انتخابات در ایران

در حالیکه گزارشات حاکی از «منع حضور ۹۰٪ کاندیدهای اصلاحگرا» را دارد، انتخابات مجلس شورای اسلامی روز جمعه در کشور برگزار می شود. آ اف پ دیلی تلگراف اینترنشنال هرالد تریبون
- یافته شدن جسد اسقف اعظم کلدانی

پس از یک ماه ربوده شدن، جسد فرج رحو (در تصویر)، اسقف اعظم کلیسای کلدانی در شمال عراق پیدا شد. 
بی بی سی تایمز پاکستان نیویورک تایمز

## ۱۴ مارس ۲۰۰۸
- انزجار از گفتار ضدهمجنس‌گرایان توسط نماینده کنگره آمریکا

به‌دنبال گفتار ضد-همجنس‌گرایی سالی کرن، نماینده جمهوریخواه ایالت اوکلاهوما در مجلس نمایندگان ایالات متحده آمریکا، بیش از ۱۷٬۰۰۰ ایمیل اعتراض آمیز به دفتر این نماینده سرازیر گشت. وی در یک سخنرانی اظهار داشته بود که «همجنس‌گرایی جامعه آمریکا را بیش از تروریسم تهدید می‌کند». این در حالیست که فرزند این وکیل مجلس آمریکایی به همجنسگرایی متهم شده است. ای بی سی نیوز نشریه میس ماگزین روزنامه تولسا ورلد اوکلاهوما دالاس ویس
- گزارش سالیانه دیدبان حقوق بشر از ایران

روز گذشته گزارش سالیانه دیدبان حقوق بشر منتشر گشت که در آن ایران «بار دیگر» در زمره «کشورهای با بدترین کارنامه حقوق بشر» قرار گرفت. صدای آمریکا گزارش سالیانه دیدبان حقوق بشر

## ۱۵ مارس ۲۰۰۸
- مشارکت بالای ۶۰ درصد در انتخابات مجلس ایران

بیش از ۶۰٪ از واجدین شرایط در انتخابات مجلس شورای اسلامی در ایران شرکت کردند.
پرس تی‌وی بی‌بی‌سی فارسی خبرگزاری رویتر
- ناآرامی در تبت

ناآرامی روز گذشته در لهاسا در تبت تلفات جانی به بار آورد. در این حال تانکها و سربازان چینی خیابانهای تبت را پوشانیده و کوه اورست نیز به روی بازدید کنندگان بسته شده است.
گاردین مالزی سان دیلی تلگراف

## ۱۶ مارس ۲۰۰۸
- کشته شدن ۲۲ دانشجو در حادثه رانندگی

در جریان یک حادثه رانندگی در جاده اندیمشک-خرم آباد، ۲۲ دانشجو از مؤسسه غيرانتفاعی خيام مشهد کشته و هفت نفر زخمی شدند. ایسنا رادیو فردا

## ۱۷ مارس ۲۰۰۸
- اقتصاد اتحادیه اروپا از آمریکا پیشی گرفت

در سال ۲۰۰۸ اقتصاد حوزه پولی یورو در اتحادیه اروپا از اقتصاد کشور آمریکا پیشی گرفت و تبدیل به بزرگترین بلوک اقتصادی جهانی شد. رویترز، نیویورک تایمز
- چهل کشته در عملیات انتحاری کربلا

یک زن در یک عملیات انتحاری در شهر کربلا موجب کشته شدن دست کم ۴۰ تن گردید.بی بی سی

## ۱۸ مارس ۲۰۰۸
- ادامهٔ ناآرامی ها در تبت

در ادامه ناآرامی های روز گذشته در تبت، بیش از ۱۰۰۰ تن دستگیر شدند. تایمز لندن ای-نیوز

## ۱۹ مارس ۲۰۰۸
- ۵ کشته و ۱۶زخمی در انفجار بازار شهر بعقوبه

پلیس عراق اعلام کرد: «یک تروریست، با انفجار کمربندی انفجاری در بازار شهر بعقوبه ۵ نفر را شهید و ۱۶ تن دیگر را زخمی کرد.»خبرگزاری فارس
- تیم کشتی ایران نایب قهرمان شد

تیم ملی کشتی آزاد ژاپن به مقام قهرمانی رقابت‌های آسیا در کره جنوبی دست یافت و ایران نایب قهرمان شد.خبرگزاری فارس
- مرگ نویسنده مشهور رمانهای علمی-تخیلی

آرتور سی کلارک، نویسنده مشهور بریتانیایی داستانهای علمی-تخیلی روز گذشته در سن ۹۰ سالگی در سریلانکا درگذشت. بی‌بی‌سی فارسی
- مرگ آنتونی مینگلا

آنتونی مینگلای بریتانیایی، کارگردان فیلم‌هایی همچون بیمار انگلیسی و کوهستان سرد، در سن ۵۴ سالگی درگذشت. بی‌بی‌سی فارسی

## ۲۰ مارس ۲۰۰۸
- پیام جرج بوش به ایرانیان به مناسبت نوروز

جرج دبلیو بوش در یک مصاحبهٔ اختصاصی با صدای آمریکا، نوروز را به تمام ایرانیان جهان تبریک گفت. صدای آمریکا پیوند (متن کامل مصاحبه)
- پیام باراک اوباما به ایرانیان

باراک اوباما، نامزد دمکرات ریاست جمهوری آمریکا، به ایرانیان مناسبت نوروز را تبریک گفت. وبگاه سناتور اوباما

## ۲۱ مارس ۲۰۰۸
- تقدیر جان مک کین از سارکوزی

جان مک کین نامزد جمهوریخواه برای ریاست جمهوری آمریکا از نیکولا سارکوزی بخاطر حمایت از تحریمات علیه ایران قدردانی کرد.رویترز

## ۲۲ مارس ۲۰۰۸
- برگزاری کنسرت در ایران

کریس دبرگ، خواننده شهیر موسیقی پاپ اعلام کرد که برای اولین بار در ایران با گروه آریان کنسرت مشترک اجرا خواهد کرد. پرس تی وی
- مصاحبه اختصاصی جرج بوش با رادیو فردا

در یک مصاحبه اختصاصی جرج دبلیو بوش با رادیو فردا، رئیس جمهور آمریکا بار دیگر نوروز را به ایرانیان تمام جهان تبریک گفت.رادیو فردا

## ۲۳ مارس ۲۰۰۸
- قتل یک ایرانی در اسپانیا

منوچهر فرهنگی، بنيان گذار کالج بين المللی آی سی اس در اسپانيا بعدازظهر روز چهارشنبه در مادرید با ضربات چاقو از پای درآمد.   
صدای آمریکا
- انتصاب یک ایرانی به سمت معاونت وزیر در آمریکا

گلی عامری، جمهوریخواه آمریکایی ایرانی-تبار به سمت مدیر کل آموزشی وزارت امور خارجه ایالات متحده آمريکا منصوب شد. بی بی سی صدای آمریکا

## ۲۴ مارس ۲۰۰۸
- روشن شدن مشعل المپیک

مشعل بازی‌های المپیک در پکن، طی مراسمی در محل المپیا در یونان روشن شد.بی‌بی‌سی فارسی
- نخست وزیر جدید پاکستان اعلام شد

به دنبال برگزاری انتخابات سراسری در پاکستان پارلمان این کشور یوسف رضا گیلانی (در تصویر) را به عنوان نخست وزیر جدید انتخاب و معرفی کرده‌است.بی‌بی‌سی فارسی
- تلفات جدید آمریکا در عراق

تلفات نظامیان آمریکا در جنگ عراق از مرز ۴۰۰۰ تن گذشت.آسوشیتد پرس

## ۲۵ مارس ۲۰۰۸
- کسب محبوبیت ملی یک ایرانی در ژاپن

یو درویش بازیکن ایرانی-الاصل تیم ملی بیسبال ژاپن، در لیگ سراسری بیسبال این کشور شهرت ملی کسب کرده است. ترنز ورلد نیوز یاهو اسپرتز

## ۲۶ مارس ۲۰۰۸
- شاتل اندور در فلوریدا به زمین نشست

شاتل فضایی اندور پس از انجام بلندترین ماموریت در نوع خود به ایستگاه بین المللی فضایی با موفقیت در ایالت فلوریدا به زمین نشسته‌است.بی‌بی‌سی فارسی
- اولتیماتوم ۷۲ ساعته مالکی به شبه نظامیان

نبرد بصره:نوری المالکی، نخست وزیر عراق، به شبه نظامیان شیعه در بصره ۷۲ ساعت فرصت داده تا به حملات مسلحانه خود پایان دهند.بی‌بی‌سی فارسی
- تیم ملی فوتبال ایران مقابل کویت متوقف شد

تیم ملی فوتبال ایران در دومین مسابقه از مرحله مقدماتی جام جهانی ۲۰۱۰ مقابل تیم کویت با تساوی دو بر دو متوقف شد.خبرگزاری فارس
- محکوم به سنگسار در ایران بخشوده شد

مکرمه ابراهیمی، زنی که به اتهام داشتن رابطه نامشروع به اعدام با سنگسار محکوم شده بود، به پیشنهاد رئیس قوه قضائیه، از طرف آیت الله خامنه‌ای، رهبر ایران، عفو شده‌است.بی بی سی
- متلاشی شدن یخچال غول پیکر در قاره جنوبگان

بر اثر افزایش گرمای تدریجی جو زمین، تکهٔ یخی بزرگی در نزدیکی قطب جنوب در جنوبگان به مساحت ۵۵۶ کیلومتر مربع به دریا فرو ریخت.سی ان ان هرالد
- فروش خودروسازان انگلستان به هندوستان

شرکت اتومبیل سازی فورد آمریکا در ازای دریافت ۲٫۳ میلیارد دلار، حق مالکیت سازنده‌های بریتانیایی اتومبیل‌های جگوار و لندرور را به بزرگترین خودروساز هندوستان فروخت.بی بی سی

## ۲۷ مارس ۲۰۰۸
- ادامه درگیری سپاه مهدی با نیروهای امنیتی عراق

درگیری‌های سنگین نظامی بین سپاه المهدی و نیروهای دولتی عراق تا کنون بیش از ۱۰۰ کشته بر جای گذاشت. رادیو فردا بی بی سی سی ان ان ایندپندنت
- نامزدی یک ایرانی برای نمایندگی در کنگره آمریکا

داریوش شاهینفر، دمکرات آمریکایی ایرانی تبار برای مقام نمایندگی ایالت نیویورک در مجلس نمایندگان ایالات متحده آمریکا نامزدی خود را اعلام کرد. خبرنامه شورای ملی ایرانیان آمریکا کپیتال نیوز شبکه ۲۳ فاکس نیوز

## ۲۸ مارس ۲۰۰۸
- دولت ایران خواستار توقف نمایش فیلم ضداسلامی ساخت هلند

وزارت امور خارجه جمهوری اسلامی ایران بار دیگر از کشورهای اروپایی خواست که از نمایش فیلم ضد اسلامی «فتنه» خودداری کنند. این فیلم ساخت یکی از نمایندگان پارلمان هلند است. صدای آمریکا گاردین

## ۲۹ مارس ۲۰۰۸
- فریدون آدمیت درگذشت

فریدون آدمیت، مورخ و پژوهشگر برجسته ایرانی در سن ۸۷ سالگی در تهران درگذشت.بی‌بی‌سی

## ۳۰ مارس ۲۰۰۸
- اسلام پرجمعیت تر از کاتولیسیسم

واتیکان اعلام کرد «اسلام اکنون پرجمعیت‌تر از کاتولیسیسم مسیحی شده است.» رویترز
- کشورهای عرب: «ایران جزایر اشغال شده را تخلیه کند»

رهبران کشورهای عربی در اجلاس دمشق در بیانیه ای «اشغال» جزایر ابوموسی، تنب بزرگ، و تنب کوچک توسط ایران را محکوم کردند. گلف نیوز
- ایران به اعراب: «سعی نکنید تاریخ را عوض کنید»

محمد علی حسینی سخنگوی وزارت امور خارجه ایران کشورهای عربی را از «دخالت در امور داخلی ایران» بر حذر داشت و بار دیگر ۳ جزیره خلیج فارس را «قسمت جدا نشدنی از خاک ایران» خواند. پرس تی وی

## ۳۱ مارس ۲۰۰۸
- ایران، دشمن شماره یک آمریکاییان

در یک نظرسنجی از موسسه گالوپ، آمریکاییان بترتیب ایران، عراق، و چین را بزرگترین دشمنان آمریکا دانستند. گاردین آسوسیتد پرس